# Um Dia nas Corridas
A Day at the Races (bra/prt: Um Dia nas Corridas ) é um filme de comédia musical estadunidense de 1937, realizado por Sam Wood. É o sétimo filme estrelado pelos Irmãos Marx e, assim como o anterior (Uma Noite na Ópera), distribuído pela Metro-Goldwyn-Mayer e um grande êxito.

## Elenco
- Groucho Marx… Dr. Hugo Z. Hackenbush
- Harpo Marx… Stuffy
- Chico Marx… Tony
- Allan Jones… Gil Stuart
- Maureen O'Sullivan… Judy Standish
- Margaret Dumont… Emily Upjohn
- Leonard Ceeley… Whitmore
- Douglas Dumbrille… Morgan
- Sig Ruman… Dr. Leopold X. Steinberg
- Robert Middlemass… o xerife
- Esther Muir… Flo Marlowe
- Vivien Fay… dançarina a solo
- Ivie Anderson… cantor a solo

Notas
- Em My Life with Groucho: A Son's Eye View, Arthur Marx narra que em seus últimos anos de vida, Groucho se referia a ele mesmo com o nome de Hackenbush.[4]

## Sinopse

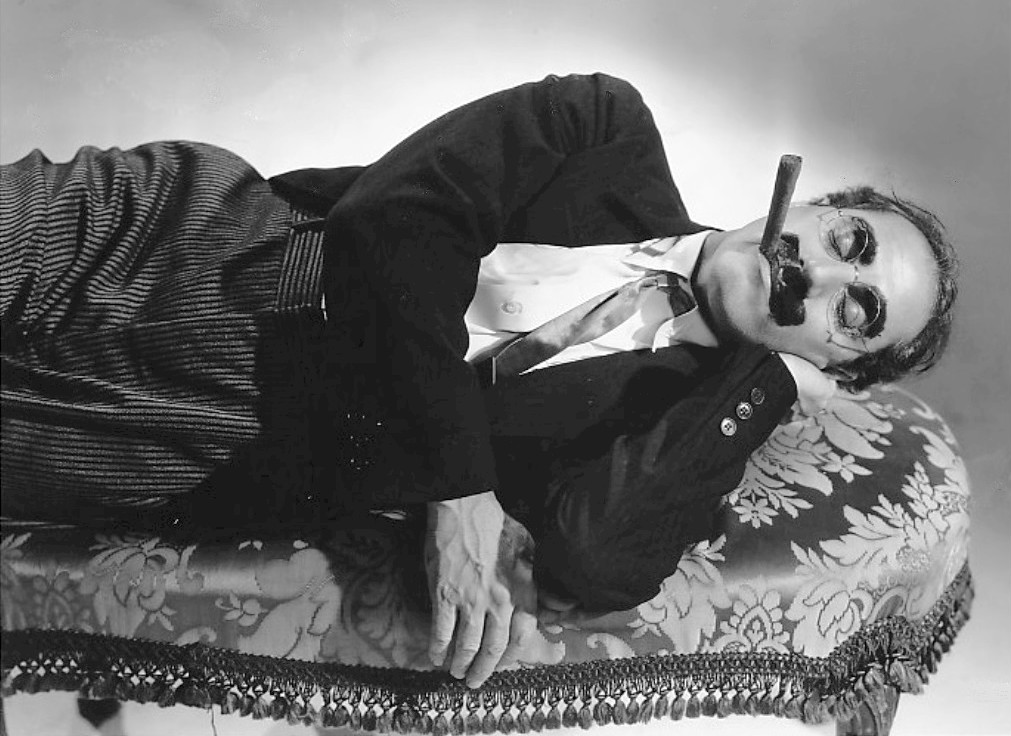
Groucho Marx em cena do filme

Hugo Z. Hackenbush é um veterinário da Flórida que é contratado como chefe dos médicos do Sanatório Standish pela proprietária, Judy Standish, por insistência da sua mais importante paciente, a hiponcondríaca milionária Emily Upjohn. O doutor conhecera a madame no passado e a namorara e ela achou que era um médico, e agora só quer ser tratada por ele. O sanatório está falido e o banqueiro J.D. Morgan quer comprá-lo para transformá-lo num cassino. Judy espera que Madame Upjohn fique satisfeita e faça uma grande doação para salvar o negócio.
Enquanto isso, o namorado dela, o cantor Gil Stewart, compra um cavalo de corridas chamado Hi-Hat e espera conseguir o dinheiro necessário para saldar a dívida ganhando o grande prêmio. Mas o cavalo não treina bem e Gil não consegue pagar as despesas para cuidar do animal, sendo perseguido pelo Xerife. Ele é ajudado pelo vendedor trambiqueiro,Tony, e pelo jóquei Stuffy, que é despedido por Morgan ao se recusar a perder uma corrida. Tony e Stuffy descobrem que o Dr. Hackenbush é uma farsa mas resolvem ajudá-lo para que ele continue a agradar a Madame Upjohn. Mas o gerente de Judy, Whitmore, é aliciado por Morgan para que ajude a que o sanatório seja vendido então suspeita e tenta desmascarar Hackenbush de diversas maneiras. Em um de seus planos, ele contrata a prostituta Flo para que ela vá a quarto de hotel do veterinário enquanto ele chama a Madame Upjohn até lá, para que a ricaça se desiluda com o médico. Apesar de tudo, Judy, Gil e seus amigos conseguem se livrar atrapalhadamente de todas as trapaças e perseguições e inscrevem o cavalo dele no Grande Prêmio de Hipismo, no qual terão grandes chances de ganhá-lo.

## Produção

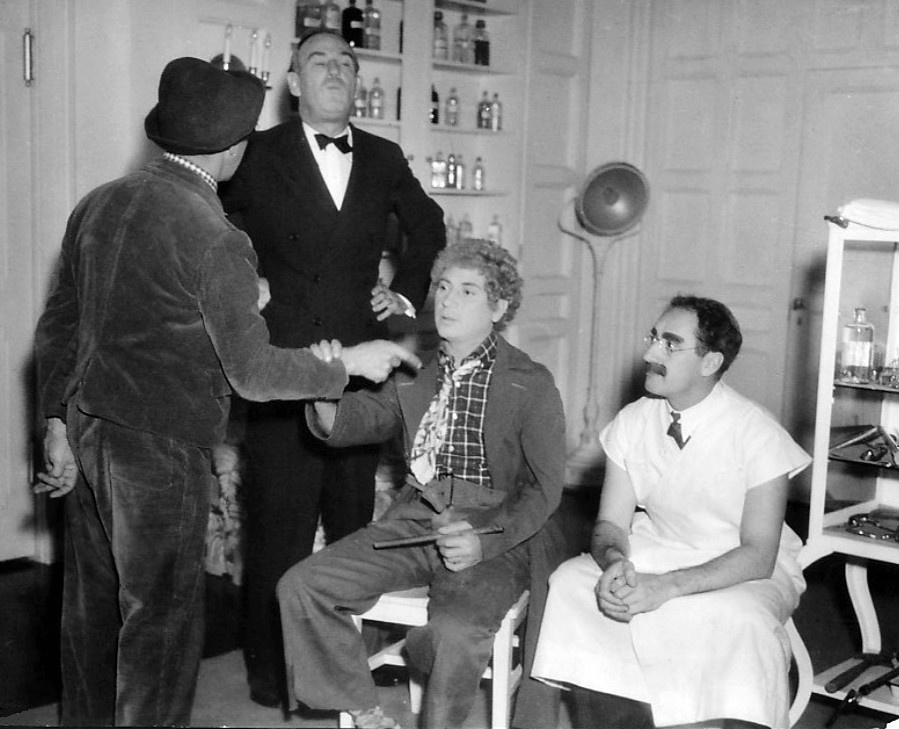
Os Irmãos Marx durante as filmagens, com o diretor Sam Wood.

Durante a produção, Irving Thalberg, que havia levado os Irmãos Marx para a MGM, morreu repentinamente de  pneumonia, com a idade de 37 anos. Após Thalberg, o estúdio nunca nais deu a atenção necessária aos comediantes, e os três filmes subsquentes que fizeram foram considerados bem inferiores aos dois primeiros lançados pela MGM 
O lançamento original de A Day at the Races apresentava as cenas do carnaval aquático em um tom sépia, e a cena do balé, com tonalidade azul.

## Música
O filme apresenta também uma sequência de dança lindy hop (originária do Harlem) como acompanhamento da canção "All God's Chillun Got Rhythm", estrelada por Whitey's Lindy Hoppers e que incluem Willamae Ricker, Snookie Beasley, Ella Gibson, George Greenidge, Dot Miller, Johnny Innis, Norma Miller e Leon James.

### Números musicais
- "On Blue Venetian Waters"
- "Tomorrow Is Another Day"
- "All God's Chillun Got Rhythm"
- "Nobody Knows the Trouble I've Seen"
- "A Message from the Man in the Moon"
- "Cosi Cosa" (versão instrumental, durante a corrida de cavalos)

## Recepção
Resenhas contemporâneas continuam a avaliarem positivamente esse sétimo filme dos dos irmãos Marx. John T. McManus do The New York Times classificou-o de (em tradução livre, como as demais) "em comparação é um Marx ruim" embora ainda merecedor de um "muito melhor do que o exibido em geral" pois "qualquer imagem dos Irmãos Marx em movimento é uma melhoria de quase todos os pastelões do cinema". A Revista Variety declarou: "Filme infalivelmente divertido e acima da loucura usual dos Marxes ". Harrison's Reports escreveu: "Muito bom! Os Irmãos Marx estão na sua melhor capacidade de divertir". John Mosher do The New Yorker também gostou, escrevendo que  "Groucho, Harpo e Chico estão em plena explosão novamente" e o filme "está a um passo da febre mesmo além dos registros anteriores". O Chicago Tribune chamou de "farsa ridícula, embelezada com gags únicas, situações que provocam gargalhadas, ação rápida... O final deixa o público ir sorrindo e feliz".
O filme foi reconhecido pelo American Film Institute nas seguintes listas:
- 2000: AFI's 100 Years...100 Laughs – #59 (Cem melhores comédias dos últimos 100 anos [13])
- 2005: AFI's 100 Years...100 Movie Quotes (Cem melhores citações dos últimos cem anos):
  - Flo Marlowe: "Oh, abrace-me apertado! Apertado! Apertado!"

Dr. Hugo Z. Hackenbush: "Se eu apertar mais, sairei pelas suas costas"
- Indicada